# Geopelia striata
La tortolita estriada (Geopelia striata), también conocida como tórtola cebrita, es una especie de ave columbiforme de la familia de las palomas (Columbidae). No se conocen subespecies.
Se encuentra distribuida por el sureste de Asia, en Malasia, Sumatra, Bali, Borneo, Tahití, Seychelles y Java.
Se trata de una pequeña tórtola que alcanza entre los 205 y los 215 mm de longitud, con un peso comprendido entre los 50 y los 62 gramos. Es muy ligeramente superior en tamaño y peso a su prima hermana, la tórtola diamante (Geopelia cuneata) y, como ella, suele formar parejas o pequeñas bandadas, alimentándose en el suelo de pequeñas semillas, hojas y yemas.
En esta especie no existe dimorfismo sexual y, aunque algunos autores indican que el macho es ligeramente mayor en tamaño que la hembra o que la carúncula azul de los ojos difiere en ambos sexos, en realidad los criadores más experimentados afirman que es muy difícil conocer el sexo a primera vista. Para evitar errores es recomendable acudir a un laboratorio y realizar una sexaje por ADN.